# Percy Jackson y el ladrón del rayo
Percy Jackson y el ladrón del rayo es una película de fantasía y aventuras dirigida por Chris Columbus. Su estreno se realizó el 12 de febrero de 2010. Su secuela, llamada Percy Jackson y el mar de los monstruos, se estrenó el 7 de agosto de 2013

## Sinopsis
En lo alto del Empire State Building, Zeus se encuentra con Poseidón, quien acusa al hijo semidiós de Poseidón, Percy Jackson, de robarle su rayo maestro. Poseidón le recuerda a Zeus que Percy desconoce su verdadera identidad, pero Zeus declara que a menos que el rayo sea devuelto al Monte Olimpo antes de la medianoche del solsticio de verano en dos semanas, se librará una guerra entre todos los dioses.
Percy lucha contra la dislexia y el TDAH, pero tiene una habilidad única para permanecer bajo el agua durante largos períodos de tiempo. En un viaje escolar al Museo Metropolitano de Arte, Percy es atacado por Alecto, un Fury que se hace pasar por su profesora sustituto de inglés, y exige el rayo. El mejor amigo de Percy, Grover Underwood, y su profesor de latín, el Sr. Brunner, ayudan a asustar a Alecto. El Sr. Brunner le da a Percy un bolígrafo que, según él, es un arma cósmica muy poderosa, y le indica a Grover que lleve a Percy y a su madre Sally al Campamento Mestizo, un campamento de verano oculto para semidioses en Long Island, dejando atrás al esposo abusivo de Sally y El padrastro de Percy, Gabe Ugliano. Allí, son atacados por el Minotauro, Percy y Grover entran al campamento pero Sally no puede, debido a que es mortal, quien después, mata a la madre de Percy aparentemente. Percy descubre que la pluma del Sr. Brunner es una espada mágica y la usa para luchar contra el Minotauro, matándolo con su propio cuerno.
Al despertarse tres días después, Percy se entera de que es el hijo de Poseidón, Grover es un sátiro y protector de Percy, y el Sr. Brunner es Quirón, un centauro. Percy comienza a entrar en sus poderes latentes de semidiós, que incluyen hidroquinesis y curación, y conoce a otros semidioses, incluida Annabeth Chase, hija de Athena; y el líder del campamento Luke Castellan, hijo de Hermes. Percy es visitado por una aparición de Hades, quien revela que el Minotauro secuestró a Sally al inframundo para cambiarlo por el rayo. Desafiando las órdenes de Chiron, Percy se dirige al inframundo con Grover y Annabeth. Luke le da a Percy un mapa con la ubicación de tres perlas verdes pertenecientes a la esposa de Hades, Perséfone, que les permitirán escapar del inframundo. Percy también recibe un par de Converse All-Stars con alas voladoras robadas de Hermes y el escudo favorito de Luke. Mientras tanto, Percy es declarado desaparecido, luego de salir en las noticias por culpa de su padrastro Gabe.
En un centro de jardinería en Nueva Jersey, con la ayuda de Grover y Annabeth, Percy logra decapitar a Medusa y toma la primera perla de su cadáver. En el Partenón de Nashville, Percy usa los zapatos para recuperar la segunda perla de la corona de la estatua de Atenea allí, pero son descubiertos por guardias del lugar pero que en realidad era una Hidra disfrazado de Guardias del Partenón y Percy corta sus cabezas, al principio se creyó haber terminado pero que en realidad vuelven a crecer al cortar sus cabezas, hasta que después, Grover mata a la Hidra con la cabeza de Medusa. El trío llega un restaurante cerca de Las Vegas, hasta que se revelan las noticias sobre sucesos extraños: El clima de todo el mundo se pone cada vez peor con tormentas de arena y huracanes, pues esto se debe a que los dioses se han enfadado. Hasta que finalmente continúan su viaje a Las Vegas al Lotus Hotel and Casino para obtener la tercera perla; sin embargo, olvidan su misión después de comer flores de loto, cuyos efectos les hacen perder el sentido del tiempo. Percy sale del hechizo después de escuchar la voz de Poseidón a través de la telepatía diciéndole que no coma más flores. Percy libera a Grover y Annabeth de los efectos de las flores; localizan la perla final en el casino y escapan del hotel. Annabeth se da cuenta de que solo les queda un día para evitar la guerra de los dioses, ya que estuvieron en el casino durante casi una semana. Descubren que Underworld está en Hollywood y corren allí. Con las tres perlas, Percy, Grover y Annabeth ingresan al portal del inframundo al llegar a Hollywood.
En el inframundo, Hades encuentra el rayo escondido dentro del escudo de Luke, lo que revela que Luke fue el ladrón todo el tiempo. Hades intenta matar al trío, pero Persephone se vuelve contra él en represalia por encarcelarla y le da el cerrojo a Percy. Como solo tienen tres perlas, Grover se queda atrás, mientras que Percy, Annabeth y Sally se teletransportan al Empire State Building, la entrada al Monte Olimpo. Sin embargo, antes de que puedan entrar, son emboscados por Luke, quien revela que robó el cerrojo para demoler el Monte Olimpo y establecer a los semidioses como nuevos gobernantes de la civilización occidental. Después de una batalla en Manhattan, Percy derrota a Luke, le devuelve el rayo a Zeus y se reconcilia con su padre. Habiéndose reunido con Grover, Percy y Annabeth continúan entrenando en el Campamento Mestizo.
En una escena de mitad de los créditos, Sally ha echado a Gabe de su apartamento, ya que cambió las chapas de la cerradura y que Sally deja a Gabe para que saque todas sus cosas. Mientras que rompe el refrigerador cerrado para obtener una cerveza, ve una nota por Percy que no se debe de abrir por ningún motivo, pero lo rompe de todos modos y ve la cabeza de Medusa y lo convierte en piedra.

## Protagonistas

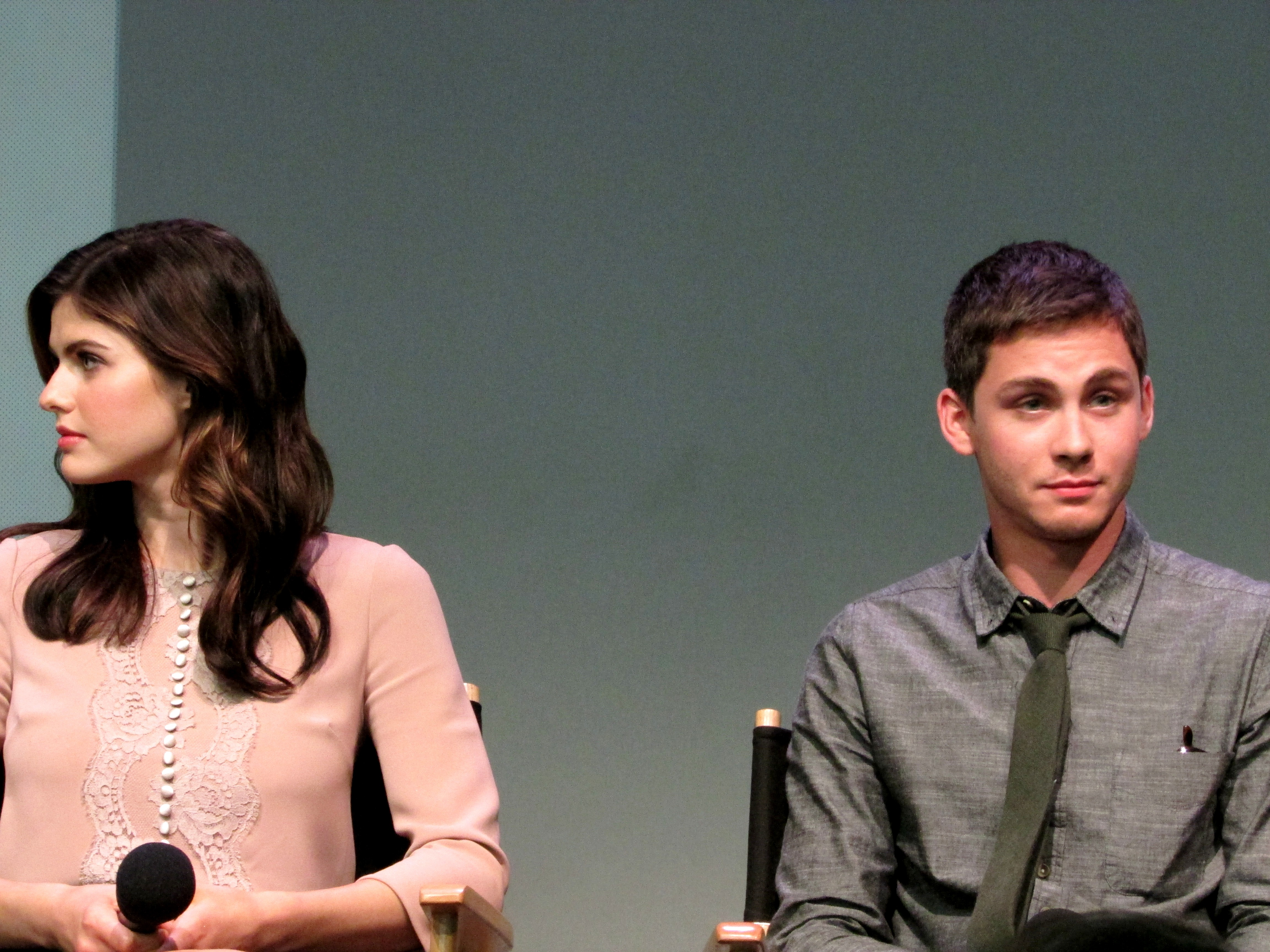
Logan Lerman y Alexandra Daddario, protagonistas de la película, en 2013.

- Logan Lerman como Percy (Perseus) Jackson, protagonista, aventurero e hijo de Poseidón y Sally Jackson.[1]
- Alexandra Daddario como Annabeth Chase, hija de Atenea, e interés amoroso de Percy.[2]
- Brandon T. Jackson como Grover Underwood, el mejor amigo de Percy, un sátiro.
- Jake Abel como Luke Castellan, rebelde y malcriado hijo de Hermes, quien intentó ocultar el rayo a Percy en su escudo.
- Catherine Keener como Sally Jackson, la madre mortal de Percy.
- Pierce Brosnan como Señor Brunner/Quirón, el legendario y sabio centauro, maestro de Percy.
- Joe Pantoliano como Gabe Ugliano, el abusivo padrastro de Percy.
- Uma Thurman como Medusa.
- Rosario Dawson como Perséfone, diosa del mundo infernal y las estaciones.[3]
- Steve Coogan como Hades, dios del inframundo.[3]
- Kevin McKidd como Poseidón, dios del mar, los ríos, las tormentas y los terremotos.
- Melina Kanakaredes es Atenea, diosa de los guerreros, la estrategia bélica, la justicia y la sabiduría.
- Nathan Fillion como Hermes, mensajero de los dioses, dios del comercio y los viajeros de todo tipo.
- Erica Cerra como Hera, diosa del matrimonio.
- Sean Bean como Zeus, como el rey del Olimpo y los dioses. Dios del tiempo atmosférico.
- Serinda Swan como Afrodita, diosa de la belleza y el amor.
- Stefanie von Pfetten como Demeter, diosa de la tierra y la cosecha.
- Tim Aas como Procrustes.
- Ray Winstone como Ares, dios de la guerra.
- Dimitri Lekkos como Apolo, dios del Sol, la poesía, la profecía, la música, el arte y el deporte.
- Ona Grauer como Artemisa, diosa de la caza, los animales salvajes.
- Luke Camilleri como Dioniso, dios del vino y la festividad, director del Campamento Mestizo.

## Producción

### Desarrollo
En junio de 2004, 20th Century Fox adquirió los derechos del libro para su adaptación cinematográfica. En abril de 2007, el director Chris Columbus fue contratado para que dirigiera el proyecto. El rodaje comenzó en abril de 2009 en Vancouver. Algunas partes de la película fueron grabadas en el Partenón de Nashville, Tennessee, una réplica a escala del Partenón original de Atenas. El rodaje concluyó en la mañana del 25 de julio de 2009 en Vancouver, Columbia Británica. 
El segundo reclamo de la película fue publicado en el blog de Rick Riordan; está mostrando algunas escenas nuevas de la película. El tráiler internacional fue publicado el 19 de noviembre de 2009. El tercer tráiler fue publicado en Internet y fue mostrado en los cines en el estreno de  Fantastic Mr. Fox en la mayoría de sus estrenos internacionales.

### Banda sonora
La banda sonora está compuesta por quien se encargó de la música de Buffy, la caza vampiros (2003) y La pantera rosa (2006).

| N.º | Título                 | Música          | Duración |  |
| 1.  | «Prelude»              | Christophe Beck | 2:29     |  |
| 2.  | «The Minotaur»         | Christophe Beck | 5:09     |  |
| 3.  | «Chiron»               | Christophe Beck | 2:02     |  |
| 4.  | «Victory»              | Christophe Beck | 1:32     |  |
| 5.  | «The Fury»             | Christophe Beck | 2:16     |  |
| 6.  | «Dyslexia»             | Christophe Beck | 1:02     |  |
| 7.  | «The Hydra»            | Christophe Beck | 6:54     |  |
| 8.  | «Medusa»               | Christophe Beck | 2:43     |  |
| 9.  | «Son of Poseidon»      | Christophe Beck | 1:57     |  |
| 10. | «The Parthenon»        | Christophe Beck | 3:42     |  |
| 11. | «Hollywood»            | Christophe Beck | 2:32     |  |
| 12. | «Lost Souls»           | Christophe Beck | 2:35     |  |
| 13. | «Fighting Luke, Pt. 1» | Christophe Beck | 3:54     |  |
| 14. | «Fighting Luke, Pt. 2» | Christophe Beck | 2:47     |  |
| 15. | «Hades»                | Christophe Beck | 2:47     |  |
| 16. | «Mount Olympus»        | Christophe Beck | 1:27     |  |
| 17. | «Poseidon»             | Christophe Beck | 3:07     |  |
| 18. | «Homecoming»           | Christophe Beck | 3:06     |  |
| 19. | «End Credits»          | Christophe Beck | 7:12     |  |

Las siguientes canciones se usan en la película, pero no están incluidas en el CD de la banda sonora:
| N.º | Título                       | Música          | Duración |  |
| 1.  | «Highway to Hell»            | AC/DC           |          |  |
| 2.  | «I'll Pretend»               | Dwight Yoakam   |          |  |
| 3.  | «A Little Less Conversation» | Elvis Presley   |          |  |
| 4.  | «Poker Face»                 | Lady Gaga       |          |  |
| 5.  | «Mama Told Me (Not to Come)» | Three Dog Night |          |  |
| 6.  | «Tik Tok»                    | Ke$ha           |          |  |

## Estrenos

### Estreno en DVD
Se estrenó en DVD el 30 de junio de 2010.
Disponible en edición normal (DVD) y edición Blu-Ray (DVD Blu-Ray, DVD normal y copia original).

### Estrenos en cines
- Bélgica - Miércoles, 10 de febrero de 2010
- Filipinas - Miércoles, 10 de febrero de 2010
- Francia - Miércoles, 10 de febrero de 2010
- Indonesia - Miércoles, 10 de febrero de 2010
- Suiza - Miércoles, 10 de febrero de 2010
- Alemania - Jueves, 11 de febrero de 2010 (aka. Percy Jackson - Diebe im Olymp)
- Australia - Jueves, 11 de febrero de 2010
- Austria - Jueves, 11 de febrero de 2010
- Bolivia - Jueves, 11 de febrero de 2010
- Chile - Jueves, 11 de febrero de 2010
- Corea del Sur - Jueves, 11 de febrero de 2010
- Dinamarca - Jueves, 11 de febrero de 2010
- Eslovaquia - Jueves, 11 de febrero de 2010
- Hong Kong - Jueves, 11 de febrero de 2010
- Kazajistán - Jueves, 11 de febrero de 2010
- Malasia - Jueves, 11 de febrero de 2010
- Nueva Zelanda - Jueves, 11 de febrero de 2010
- Países Bajos - Jueves, 11 de febrero de 2010
- Perú - Jueves, 11 de febrero de 2010
- Portugal - Jueves, 11 de febrero de 2010
- República Checa - Jueves, 11 de febrero de 2010
- República Dominicana - Jueves, 11 de febrero de 2010
- Rusia - Jueves, 11 de febrero de 2010 (aka. Перси Джексон и похититель молний)
- Singapur - Jueves, 11 de febrero de 2010
- Tailandia - Jueves, 11 de febrero de 2010
- Ucrania - Jueves, 11 de febrero de 2010
- Estados Unidos - Viernes, 12 de febrero de 2010
- Canadá - Viernes, 12 de febrero de 2010
- Belice - Viernes, 12 de febrero de 2010
- Brasil - Viernes, 12 de febrero de 2010 (aka. Percy Jackson e os Olimpianos: O Ladrão de Raios)
- Colombia - Viernes, 12 de febrero de 2010
- Costa Rica - Viernes, 12 de febrero de 2010
- Ecuador - Viernes, 12 de febrero de 2010
- El Salvador - Viernes, 12 de febrero de 2010
- Finlandia - Viernes, 12 de febrero de 2010 (aka. Percy Jackson -
- Puerto Rico - Viernes, 12 de febrero de 2010
- Guatemala - Viernes, 12 de febrero de 2010
- Honduras - Viernes, 12 de febrero de 2010
- Islandia - Viernes, 12 de febrero de 2010
- Lituania - Viernes, 12 de febrero de 2010
- México - Viernes, 12 de febrero de 2010
- Nicaragua - Viernes, 12 de febrero de 2010
- Noruega - Viernes, 12 de febrero de 2010
- Panamá - Viernes, 12 de febrero de 2010
- Reino Unido - Viernes, 12 de febrero de 2010
- Rumania - Viernes, 12 de febrero de 2010
- Uruguay - Viernes, 12 de febrero de 2010
- Venezuela - Viernes, 12 de febrero de 2010
- Taiwán - Sábado, 13 de febrero de 2010
- Egipto - Miércoles, 17 de febrero de 2010
- Argentina - Jueves, 18 de febrero de 2010
- Grecia - Jueves, 18 de febrero de 2010
- Israel - Jueves, 18 de febrero de 2010
- Hungría - Jueves, 18 de febrero de 2010
- España - Viernes, 19 de febrero de 2010
- Estonia - Viernes, 19 de febrero de 2010
- Ghana - Viernes, 19 de febrero de 2010
- Nigeria - Viernes, 19 de febrero de 2010
- Polonia - Viernes, 19 de febrero de 2010
- Sudáfrica - Viernes, 19 de febrero de 2010
- Turquía - Viernes, 19 de febrero de 2010
- Suecia - Miércoles, 24 de febrero de 2010 (aka. Percy Jackson)
- Emiratos Árabes Unidos - Jueves, 25 de febrero de 2010
- Líbano - Jueves, 25 de febrero de 2010
- Serbia y Montenegro - Jueves, 25 de febrero de 2010
- Letonia - Viernes, 26 de febrero de 2010
- Japón - Sábado, 27 de febrero de 2010
- Eslovenia - Jueves, 11 de marzo de 2010
- Italia - Viernes, 12 de marzo de 2010 (aka. Percy Jackson e gli dei dell'Olimpo: Il ladro di fulmini)
- Croacia - Jueves, 18 de marzo de 2010

Fuente:
El título Percy Jackson y el ladrón del rayo se aplica oficialmente en todo Latinoamérica y España. En Francia, la colocan como Percy Jackson: Le Voleur de Foudre. En Estados Unidos y Singapur, el título lo acortan a Percy Jackson and the Lightning Thief, siendo utilizada como título de trabajo por la productora.

## Recepción
La película recibió reseñas diversas de parte de la crítica y la audiencia. En el sitio web Rotten Tomatoes posee una aprobación de 47% basada en 143 reseñas, con un consenso que dice: "Aunque puede parecer sólo otra imitación de Harry Potter, Percy Jackson se beneficia de un gran elenco de reparto, una trama rápida, y mucha diversión con la mitología griega". De parte de la audiencia tiene una aprobación de 53%.
En la página Metacritic tiene una puntuación de 47 basada en 31 reseñas, indicando "reseñas encontradas". Las audiencias de CinemaScore le han dado una calificación de "B+" en una escala de A+ a F, mientras que en IMDb, los usuarios le han dado una calificación de 5.9, basada en más de 142 000 votos.
El crítico de cine Jonathan Hickman de EInsiders.com dio a la película 2 1/2 sobre 4:'Percy Jackson' tendrá éxito en encantar a los espectadores jóvenes. La violencia es una variedad de comedia ligera y pensé que era conveniente para los preadolescentes. Y diferente a la oscura y asustadiza segunda película de Narnia o al universo oscuro y complejo de Harry Potter, 'Jackson' es un respiro de aire fresco.
Muchos fanes de la saga de libros han criticado la película como mala adaptación, ya que han sido eliminadas y modificadas una gran cantidad de escenas, e inventadas otras.[cita requerida]
Columbus también ha declarado que el elenco fueron escogidos específicamente para la saga en sí. "Con Percy Jackson era una cuestión de encontrar el modelo adecuado para caber en los papeles, porque esperamos poder hacer otras películas de Percy Jackson y queremos que el reparto crezca y se desarrolle".

## Escenas eliminadas
Hay dos escenas eliminadas de la película que se pueden encontrar en el DVD. Una es una escena alterna (que según muchos es más parecida al libro que la escena original) en la que en vez de ser Grover quien despierta a Percy en la enfermería, es Annabeth (Alexandra Daddario), quien le dice a Percy que babea mientras duerme y le entrega una copa con néctar. 
La otra, es una escena extra, en la que están manejando hacia Nashville y Grover se siente culpable por el secuestro de la madre de Percy, a lo que este le dice que no se sienta culpable. Pero Grover le dice que él ha fallado antes con una hija de Zeus, Thalia Grace, quien iba al campamento acompañada de Grover, pero muchos monstruos los atacaron, y Thalia no lo logró.[cita requerida]

### Estados Unidos
- Percy Jackson & the Olympians: The Lightning Thief Web Site

### Latinoamérica
- Percy Jackson y el ladrón del rayo (Sitio oficial)
- Tráiler de Percy Jackson y el ladrón del rayo (20th Century Fox Latinoamérica)

### España
- Percy Jackson y el ladrón del rayo (Sitio oficial)
- Tráiler de Percy Jackson y el ladrón del rayo (20th Century Fox International)
- Percy Jackson y el ladrón del rayo en FilmAffinity.

- Datos: Q244333